# Sulęcin (gemeente)
De gemeente Sulęcin is een stad- en landgemeente in het Poolse woiwodschap Lubusz, in powiat Sulęciński.
De zetel van de gemeente is in Sulęcin.
Op 30 juni 2004 telde de gemeente 16 288 inwoners.

## Oppervlakte gegevens
In 2002 bedroeg de totale oppervlakte van gemeente Sulęcin 319,72 km², waarvan:
- agrarisch gebied: 27%
- bossen: 55%

De gemeente beslaat 27,15% van de totale oppervlakte van de powiat.

## Demografie
Stand op 30 juni 2004:
| Omschrijving                   | Totaal | Totaal | Vrouwen | Vrouwen | Mannen | Mannen |
| ------------------------------ | ------ | ------ | ------- | ------- | ------ | ------ |
| eenheid                        | aantal | %      | aantal  | %       | aantal | %      |
| inwoners                       | 16 288 | 100    | 8305    | 51      | 7983   | 49     |
| bevolkingsdichtheid (inw./km²) | 50,9   | 50,9   | 26      | 26      | 25     | 25     |

In 2002 bedroeg het gemiddelde inkomen per inwoner 1359,9 zł.

## Administratieve plaatsen (sołectwo)
Brzeźno, Długoszyn, Drogomin, Grochowo, Małuszów, Miechów, Ostrów, Rychlik, Trzebów, Trzemeszno Lubuskie, Tursk, Wielowieś, Żarzyn, Żubrów.
Zonder de status sołectwo : Wędrzyn, Długoszyn-Kolonia, Długoszynek, Glisno, Grzeszów, Ostrówek, Pamiątkowice, Podbiele.

## Aangrenzende gemeenten
Bledzew, Krzeszyce, Lubniewice, Lubrza, Łagów, Międzyrzecz, Ośno Lubuskie, Torzym